# Квинт Волузий
Квинт Волу́зий (лат. Quintus Volusius; умер после 44 года до н. э.) — древнеримский юрист, префект у Цицерона.

## Биографические сведения
Квинт Волузий принадлежал к неименитому плебейскому роду этрусского происхождения, происходившему из Феронии, близ Капены. По-видимому, Волузий принадлежал к всадническому сословию.
Был в числе подручных Цицерона во время его киликийского наместничества 51—50 годов до н. э. По-видимому, был рекомендован Титом Помпонием Аттиком, так как был зятем его друга Тиберия, которого Рональд Сайм предлагает отождествлять с Тиберием Клавдием Нероном, дедом императора Тиберия. Вероятно, присоединился к наместнику в июле 51 года до н. э. в Афинах (в письме назван Гнеем; исследователи предполагают в этом месте ошибку). В начале 50 года Цицерон послал Квинта Волузия, «надежного, но и удивительно воздержанного человека», на краткий срок в качестве префекта на Кипр, «чтобы немногочисленные римские граждане, которые ведут там дела, не говорили, что они лишены судопроизводства; ведь вызывать их с острова Кипра нельзя». Это был единственный случай, когда Цицерон делегировал кому-либо свой империй.
Как полагают, Волузий обучался у Цицерона искусству красноречия, во всяком случае, наместник Иллирика Публий Ватиний в письме к оратору в январе 44 года называет Волузия его учеником. В то время Квинт защищал в качестве адвоката схваченного Ватинием жестокого пирата Гая Катилия (Атилия), вероятно, помпеянца, который после поражения его партии в гражданской войне занялся морским разбоем (Цицерон проявлял заинтересованность в судьбе этого человека).
На основании надписи, обнаруженной на вилле Волузиев в Феронии, во время раскопок в так называемом Лукусе Феронии, предполагается, что Квинт был отцом консула 12 года до н. э. Луция Волузия Сатурнина.